# Johann Karl August Schuffenhauer
Johann Karl August Schuffenhauer (* 24. Oktober 1760 in Röcknitz (heute zu Thallwitz); † 5. Januar 1837) war ein deutscher Philosoph und Theologe. Er arbeitete als Privatdozent an der Universität Leipzig.

## Werdegang
Johann Karl August Schuffenhauer besuchte die Lateinschule in Torgau. 1781 immatrikulierte er sich an der Universität Leipzig und studierte Philosophie, Mathematik und Physik (unter anderem bei Johann Samuel Traugott Gehler), Geschichte, Kirchengeschichte und Theologie. 1785 verlieh ihm die Philosophische Fakultät der Universität Wittenberg den Magistergrad.
Schuffenhauer hielt an der Universität Leipzig über mehrere Jahre die propädeutische Veranstaltung „Allgemeine Encyclopädie“.

## Werke
- Advmbratio Qvaestionis Historicae De Vi Religionis In Salvtem Pvblicam Pars ... (Leipzig 1796) – mit Gotthelf Christian Grenz
- Praktisches Handbuch für Freymaurer, nach den Bedürfnissen unsers Zeitalters abgefaßt von einem Ordens Bruder (Leipzig 1801) – anonym veröffentlicht
- Kurze Erläuterung der symbolischen Bücher für Ungelehrte (Leipzig 1803)
- Kurze geographische Beschreibung von Palästina, nebst einigen Nachrichten von merkwürdigen Oertern aus der alten Geographie (Leipzig 1803)
- Entwurf über die Geschichte der Bibel und christlichen Religion, so wie auch der vornehmsten Religionspartheyen ... (Leipzig 1804)
- Entwurf zu einer encyklopädischen Kenntniß aller Wissenschaften und Künste für die studierende Jugend zum Gebrauch seiner Vorlesungen (Leipzig 1807)
- Anleitung, wie man Kinder in den Anfangsgründen der Religion unterrichten muss; zum Gebrauch für Schullehrer (Leipzig 1810)
- Communionbuch für junge Christen, welche zum erstenmale zum Abendmahl gehen; nebst einem Anhang von den Pflichten der Eltern gegen ihre Kinder nach dem Abendmahlsgenuss (Leipzig 1810)
- Ueber moralische und religiöse Erziehung (Leipzig 1810)
- Meine Ansichten und Erfahrungen in dem Freymaurerorden (1821)